# Ralf Brinktrine
Ralf Brinktrine (* 1962) ist ein deutscher Rechtswissenschaftler und Hochschullehrer.

## Leben
Er studierte Rechtswissenschaften an der Universität Bielefeld und der University of Warwick. Nach der Promotion an der Universität Münster mit einer Untersuchung über „Verwaltungsermessen in Deutschland und England“ und der Habilitation 2005 an der Leipziger Juristenfakultät (Habilitationsschrift: „Publifizierung privatrechtlicher Rechtsverhältnisse Privater durch Verwaltungshandeln“. Venia legendi für Öffentliches Recht, Ausländisches Öffentliches Recht und Rechtsvergleichung) vertrat er vom Sommersemester 2006 bis Sommersemester 2007 den Lehrstuhl für Öffentliches Recht, insbesondere Staats- und Verwaltungsrecht an der Juristenfakultät der Universität Leipzig. Anschließend von August 2007 bis September 2008 war er von der Juristenfakultät der Universität Leipzig an das Bundesverwaltungsgericht, dort wissenschaftlicher Mitarbeiter des 2. Revisionssenats („Öffentliches Dienstrecht“) abgeordnet. Im Wintersemester 2008/2009 war er Lehrstuhlvertreter an der Juristischen Fakultät der Universität Würzburg. Daran schloss sich im Sommersemester 2009 die Vertretung des Lehrstuhls für Öffentliches Recht, Sozialrecht an der Johann Wolfgang Goethe-Universität Frankfurt am Main an. Im Wintersemester 2009/2010 lehrte er an der Juristenfakultät der Universität Leipzig und erneut an der Juristischen Fakultät der Universität Würzburg. Seit dem 1. April 2010 ist er Inhaber des Lehrstuhls für Öffentliches Recht, Deutsches und Europäisches Umweltrecht und Rechtsvergleichung an der Juristischen Fakultät in Würzburg.

## Schriften (Auswahl)
- Verwaltungsermessen in Deutschland und England. Eine rechtsvergleichende Untersuchung von Entscheidungsspielräumen der Verwaltung im deutschen und englischen Verwaltungsrecht. Heidelberg 1998, ISBN 3-8114-8398-6.
- mit Edin Šarčević: Fallsammlung zum Staatsrecht. Berlin 2004, ISBN 3-540-00013-5.
- mit Hendrik Schneider: Juristische Schlüsselqualifikationen. Einsatzbereiche – Examensrelevanz – Examenstraining. Berlin 2008, ISBN 978-3-540-48698-5.
- als Herausgeber mit Udo Steiner: Besonderes Verwaltungsrecht. Heidelberg 2018, ISBN 3-8114-9403-1.